# ハッサン・ソービル

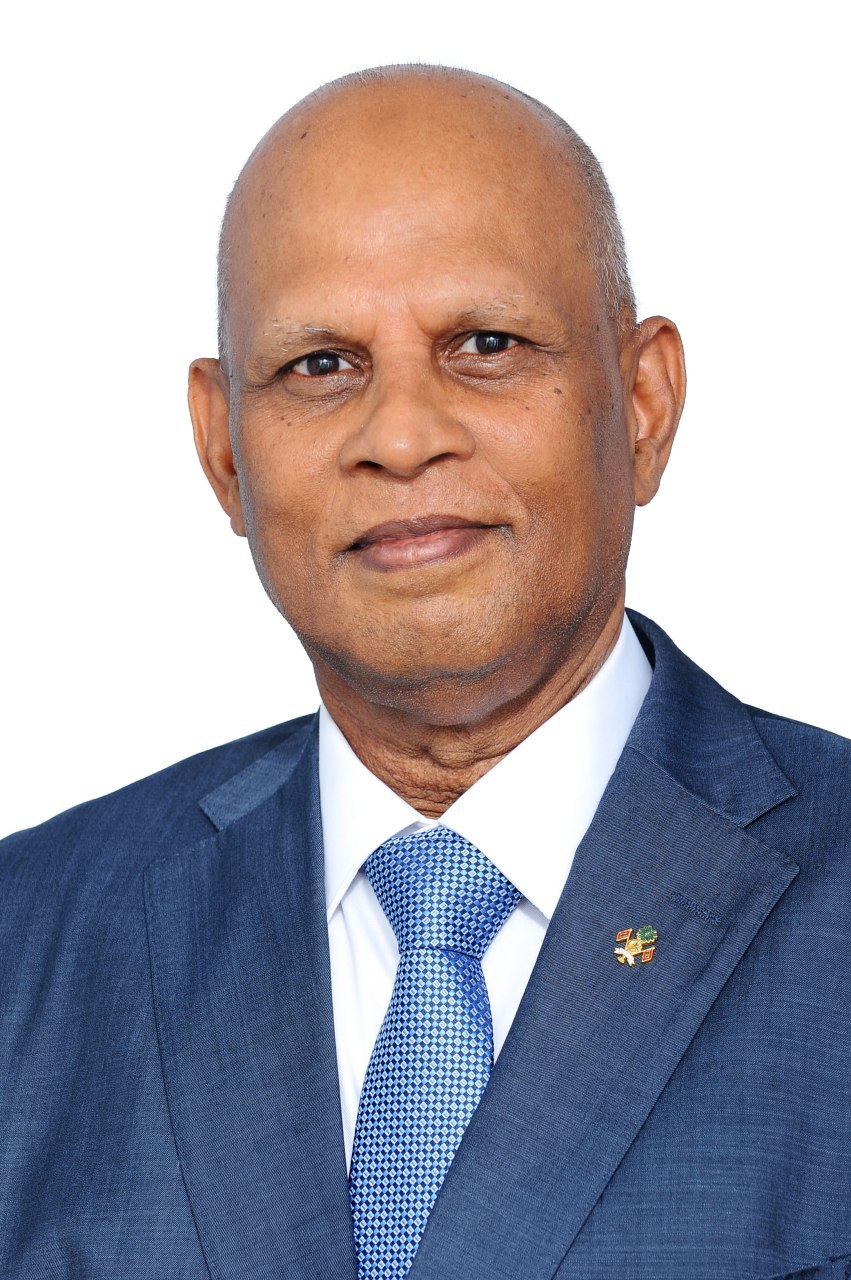
ソービル

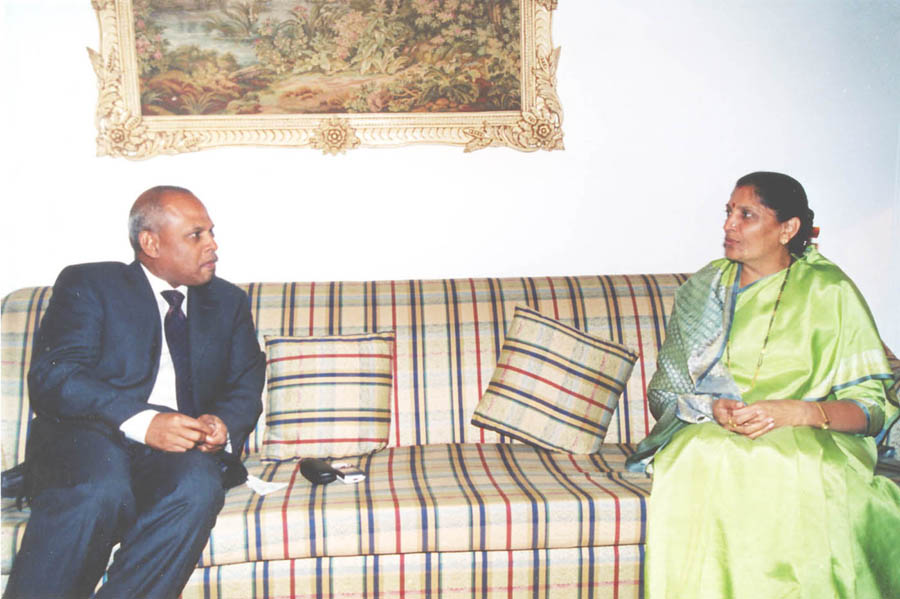
インドの観光大臣バヴナ・チカリア（右）と会談するハッサン・ソービル（2004年2月）

ハッサン・ソービル（ディベヒ語: ހަސަން ސޯބިރު ハサン・ソービル、英語: Hassan Sobir、1951年8月5日 - 2025年7月28日）は、モルディブの政治家、官僚、大使、高等弁務官。マレ出身。2022年より、東京常駐の駐日大使兼在大韓民国大使を務めた。
ソービルは38年以上にわたって官僚を務め、特に観光部門と漁業農業部門で大きな功績を残した。

## 経歴
1978年、留学先のインドで商学士（BComm）を取得。
1978年から1981年にかけて国家計画局（現・国家計画・住宅・インフラ省）で統計業務に従事し、1981年には局長補佐に昇進。
1981年に日本のアジア太平洋統計研修所（SIAP）で、1984年にオーストラリアの国際研修所（ITI）で、1986年にアメリカ合衆国労働省（DOL）で統計分析や経営管理を修了。
1991年から1993年にかけて計画・環境省（現・環境・気候変動・技術省）副大臣。
1993年から1998年にかけて漁業・農業大臣（現在の漁業・海洋資源・農業大臣に相当）。
1998年から2004年にかけて観光大臣。うち1999年以降は、アリフ・アリフ環礁（北アリ環礁）選出の国民議会（マジュリス）議員でもあった。
2004年10月24日、在英国高等弁務官を拝命。2005年2月22日、エリザベス2世女王に信任状を捧呈。2007年9月26日、在英国高等弁務官を離任。
2007年11月29日から2008年11月24日にかけて、常駐初代の在シンガポール高等弁務官。
2011年から2013年にかけて、クアラルンプールのヘルプ大学ホスピタリティ・観光学部上級講師。
2019年3月5日、在ベルギー大使兼在欧州連合（EU）大使を拝命。同年6月11日、フィリップ国王に信任状を捧呈。
同年11月28日、非常駐の在オランダ大使としてウィレム＝アレクサンダー国王に信任状を捧呈。2020年10月5日、非常駐の在ルクセンブルク大使としてアンリ大公に信任状を捧呈。
2022年5月30日、駐日大使を拝命。同年6月20日、非常駐の在大韓民国大使を拝命。同年6月21日、次期駐日大使として東京に着任。同年9月7日、皇居で信任状を捧呈し、駐日大使として正式に就任した。
2022年9月27日、東京で故安倍晋三国葬儀が執り行われ、アブドッラ・シャーヒド外務大臣、アハメド・カリール外務担当国務大臣及びモハマド・アミートゥ・アハメド・マニック副大使と共に参列した。
2022年12月24日、モハマド・アミートゥ・アハメド・マニック副大使と共に日本貿易振興機構（JETRO）主催の「一村一品マーケット」を視察訪問した。
2023年7年20日、非常駐の在大韓民国大使として尹錫悦大統領に信任状を捧呈。
2025年7月28日の朝、駐日大使在任中、フルマーレの病院で死去した。死去の前日には同国の最高勲章のOrder of Izzuddinを受章し（本人は治療のため未出席）、死後は3日間の半旗掲揚が決められた。